# 法华寺 (北京市魏公村)
法华寺，位于北京市海淀区魏公村法华寺路1号，是一座汉传佛教寺院。

## 简介
法华寺位于中央民族大学西侧。该寺始建于明朝万历年间（1573年－1620年）。
法华寺建筑布局十分严谨，精巧而别致。该寺现存30余间殿房。寺院坐北朝南，布局沿中轴线对称，共有三进殿，自南至北分别是山门殿、天王殿、大雄宝殿。山门殿正中嵌有石匾额曰“敕赐法华禅寺”。大雄宝殿是硬山式建筑，原来供奉三世佛以及十八罗汉像，殿前带有月台，东西有配殿，如今基本保存完整。
法华寺现为中央民族大学幼儿园的园址。2001年，法华寺被海淀区人民政府公布为海淀区重点文物保护单位。根据21世纪初的文物普查记录，北京尚存三座法华寺，分别是东城区法华寺街的法华寺，东城区报房胡同的法华寺，以及这座海淀区魏公村的法华寺。